# 노출값
사진술에서 노출값(Exposure value, EV)은 카메라의 셔터 속도와 조리개 값의 조합을 나타내는 수치이다. 동일한 노출을 제공하는 모든 조합(어떤 고정된 장면 휘도에 대해)은 동일한 EV를 갖는다. 노출값은 또한 사진 노출 스케일의 간격을 나타내는 데 사용되며, 1 EV의 차이는 표준 2의 거듭제곱 노출 단계에 해당하며, 일반적으로 스탑이라고 한다.
EV 개념은 1950년대 독일 셔터 제조업체 프리드리히 데켈이 개발했다(Gebele 1958; Ray 2000, 318). 이 개념의 의도는 셔터 속도와 조리개 값의 조합(예: f/16에서 1/125초)을 단일 숫자(예: 15)로 대체하여 동일한 카메라 노출 설정을 선택하는 과정을 단순화하는 것이었다.

일부 조리개 셔터가 장착된 렌즈에서는 셔터와 조리개 조작을 연결하여 하나를 변경하면 다른 하나가 자동으로 조정되어 동일한 노출을 유지하도록 함으로써 프로세스가 더욱 단순화되었다. 이는 셔터 속도와 조리개의 효과 및 둘 사이의 관계에 대한 이해가 제한적인 초보자에게 특히 유용했다. 하지만 모션을 멈추기 위해 셔터 속도를 선택하거나 피사계 심도를 위해 조리개 값을 선택할 수 있는 숙련된 사진가에게도 유용했는데, 정신적 계산 없이 더 빠르게 조정할 수 있고 조정 시 오류 가능성을 줄일 수 있었기 때문이다.
이 개념은 유럽에서 광 값 시스템(LVS)으로 알려졌고, 미국에서 카메라에 이러한 기능이 도입되면서 일반적으로 노출 값 시스템(EVS)으로 알려졌다(Desfor 1957).
기계적 고려 사항 때문에 셔터와 조리개의 연결은 조리개 셔터가 있는 렌즈로 제한되었다. 그러나 다양한 자동 노출 모드가 이제 포컬플레인 셔터가 있는 카메라에서 거의 동일한 효과를 내도록 작동한다.
적절한 EV는 장면 휘도와 감광 속도에 의해 결정되었다. 시스템은 필터, 노출 보정 및 기타 변수에 대한 조정도 포함하도록 의도되었다. 이러한 모든 요소가 포함되면 이렇게 결정된 단일 번호를 전송하여 카메라를 설정할 수 있다.
노출값은 다양한 방식으로 표기되었다. ASA 및 ANSI 표준에서는 수량 기호 Ev를 사용했는데, 아래 첨자 v는 로그 값을 나타냈다. 이 기호는 ISO 표준에서도 계속 사용되지만, 약어 EV가 다른 곳에서는 더 흔하게 사용된다. Exif 표준은 Ev를 사용한다(CIPA 2016).
동일한 EV를 갖는 모든 카메라 설정이 명목상 동일한 노출을 제공하지만, 반드시 동일한 사진을 제공하는 것은 아니다. 조리개 값(상대 조리개)은 피사계 심도를 결정하고, 셔터 속도(노출 시간)는 모션 블러의 양을 결정한다. 이는 오른쪽의 두 이미지(및 긴 노출 시간에서 이차 효과로, 감광 매체가 상반 법칙 역행을 나타낼 수 있으며, 이는 필름에서의 복사조도에 따른 감광 속도 변화임)로 설명된다.

## 정의

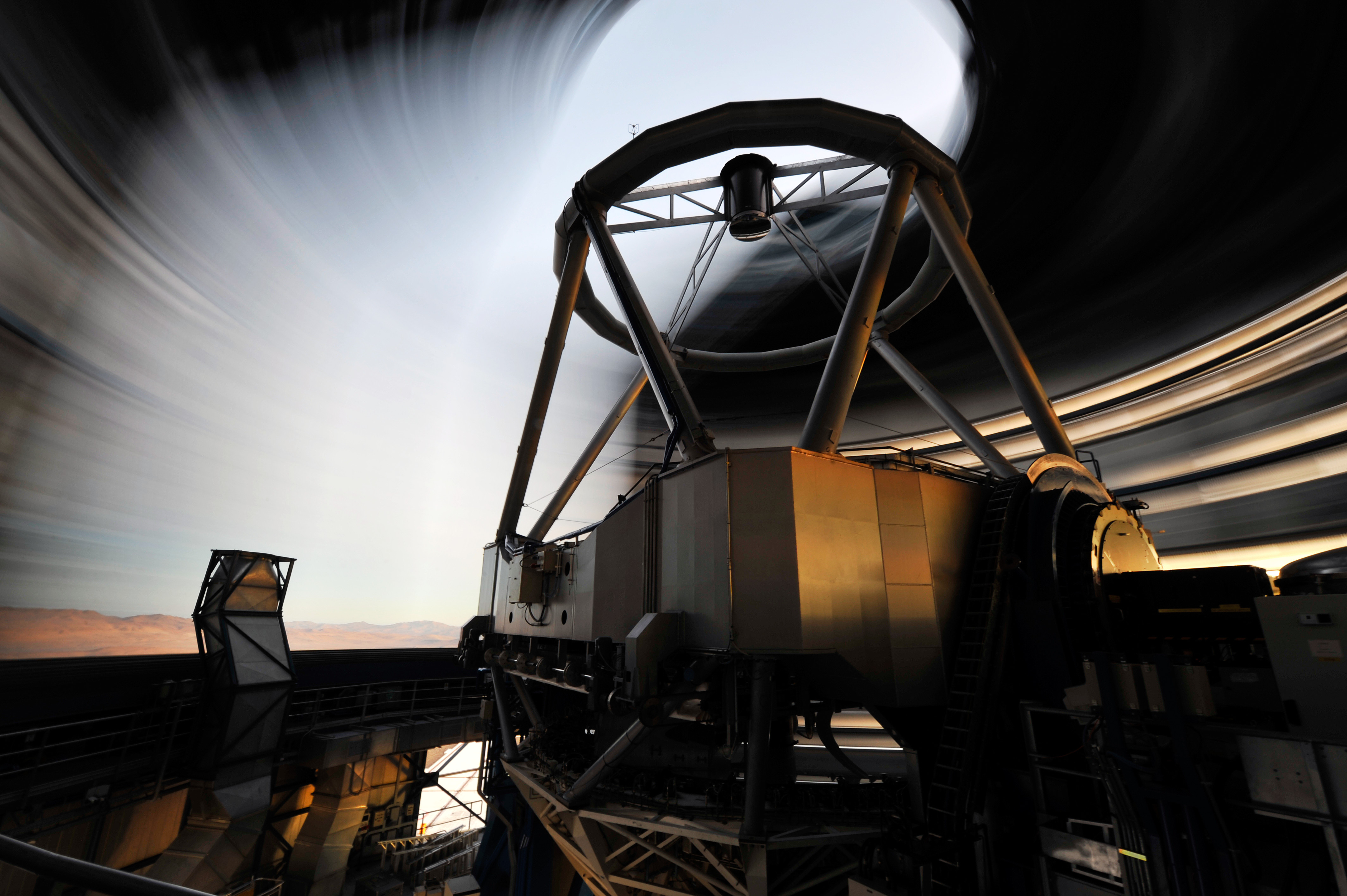
26초의 확장된 노출 시간

노출값은 (Ray 2000, 318)에 의해 정의된 밑수 2 로그 스케일이다.
{\displaystyle {\begin{aligned}\mathrm {EV} &=\log _{2}{\frac {N^{2}}{t}}\\&=2\log _{2}{N}-\log _{2}{t}\,,\end{aligned}}}
여기서
- N는 조리개 값이다.
- t는 초 단위의 노출 시간(셔터 속도)이다[2]

두 번째 줄은 첫 번째 줄에 로그의 나눗셈 항등식을 적용한 것이다.
EV 0은 1 초의 노출 시간과 f/1.0의 조리개 값에 해당한다.
EV를 알면 표 1에 표시된 대로 노출 시간과 조리개 값의 조합을 선택하는 데 사용할 수 있다.
노출값에서 1씩 증가할 때마다 노출이 한 "스텝"(또는 더 일반적으로 한 "스탑") 변경되며, 즉 노출 시간을 절반으로 줄이거나 조리개 면적을 절반으로 줄이거나 이러한 변경의 조합으로 노출이 절반으로 줄어든다. 더 밝은 조명 조건이나 더 낮은 ISO 속도에서는 더 큰 노출 값이 적합하다.

## 카메라 설정 vs 광도 노출

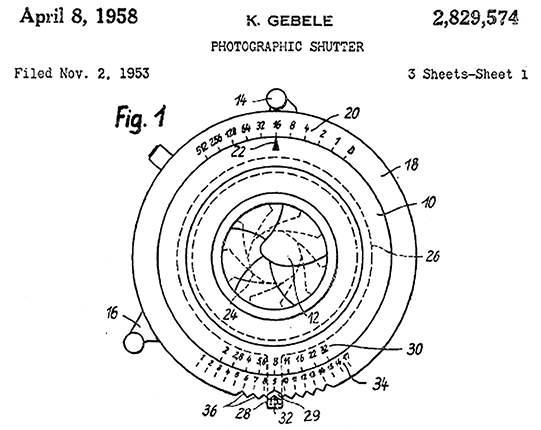
셔터에 EV 값 링(항목 34)에 EV 표시기(항목 29)가 있는 셔터, 미국 특허 2829574의 그림, 발명가: K. Gebele, 원래 양수인: Hans Deckel, 출원일: 1953년 11월 2일, 발행일: 1958년 4월 8일

"노출값"은 카메라 설정의 조합을 나타내는 것으로, (Ray 2000, 310)에 의해 주어진 광도 노출(aka photometric exposure)과는 다르다.
{\displaystyle H=Et\,,}
여기서
- H는 광도/측광 노출(럭스 초)
- E는 이미지 평면 조도 (럭스 또는 루멘/m²)
- t는 노출 시간(셔터 속도) (초)

조도 E는 조리개 값으로 제어되지만 장면 휘도에도 따라 달라진다. 혼란을 피하기 위해 일부 저자(Ray 2000, 310)는 카메라 설정의 조합을 나타내기 위해 카메라 노출이라는 용어를 사용했다. 1964년 카메라 자동 노출 제어에 관한 ASA 표준인 ASA PH2.15-1964는 동일한 접근 방식을 취했으며, 더 설명적인 용어인 카메라 노출 설정을 사용했다.
사진가들 사이에서 일반적인 관행은 그럼에도 불구하고 카메라 설정과 광도 노출을 모두 나타내기 위해 "노출"이라는 용어를 사용하는 것이다.

### 카메라 설정과 광도 노출의 관계
이미지 평면 조도는 조리개의 면적에 직접 비례하며, 따라서 렌즈 조리개 값의 제곱에 반비례한다. 따라서
{\displaystyle H\propto {\frac {t}{N^{2}}}\,;}
일정한 조명 조건에서, 비율 t/N2가 일정하면 노출은 일정하다. 예를 들어, 조리개 값이 변경되면 등가 노출 시간은 다음 식으로부터 결정할 수 있다.
{\displaystyle {\frac {t_{2}}{t_{1}}}={\frac {N_{2}^{2}}{N_{1}^{2}}}\,.}
이 계산을 정신적으로 수행하는 것은 대부분의 사진가에게 지루한 작업이지만, 노출계의 계산 다이얼(Ray 2000, 318) 또는 독립형 계산기의 유사한 다이얼로 쉽게 해결할 수 있다. 카메라 제어 장치에 멈춤쇠가 있는 경우, 하나의 제어 장치를 조정할 때 단계를 세고 다른 제어 장치를 조정할 때 등가 단계를 세어 일정한 노출을 유지할 수 있다.

### 카메라 설정 표현: EV

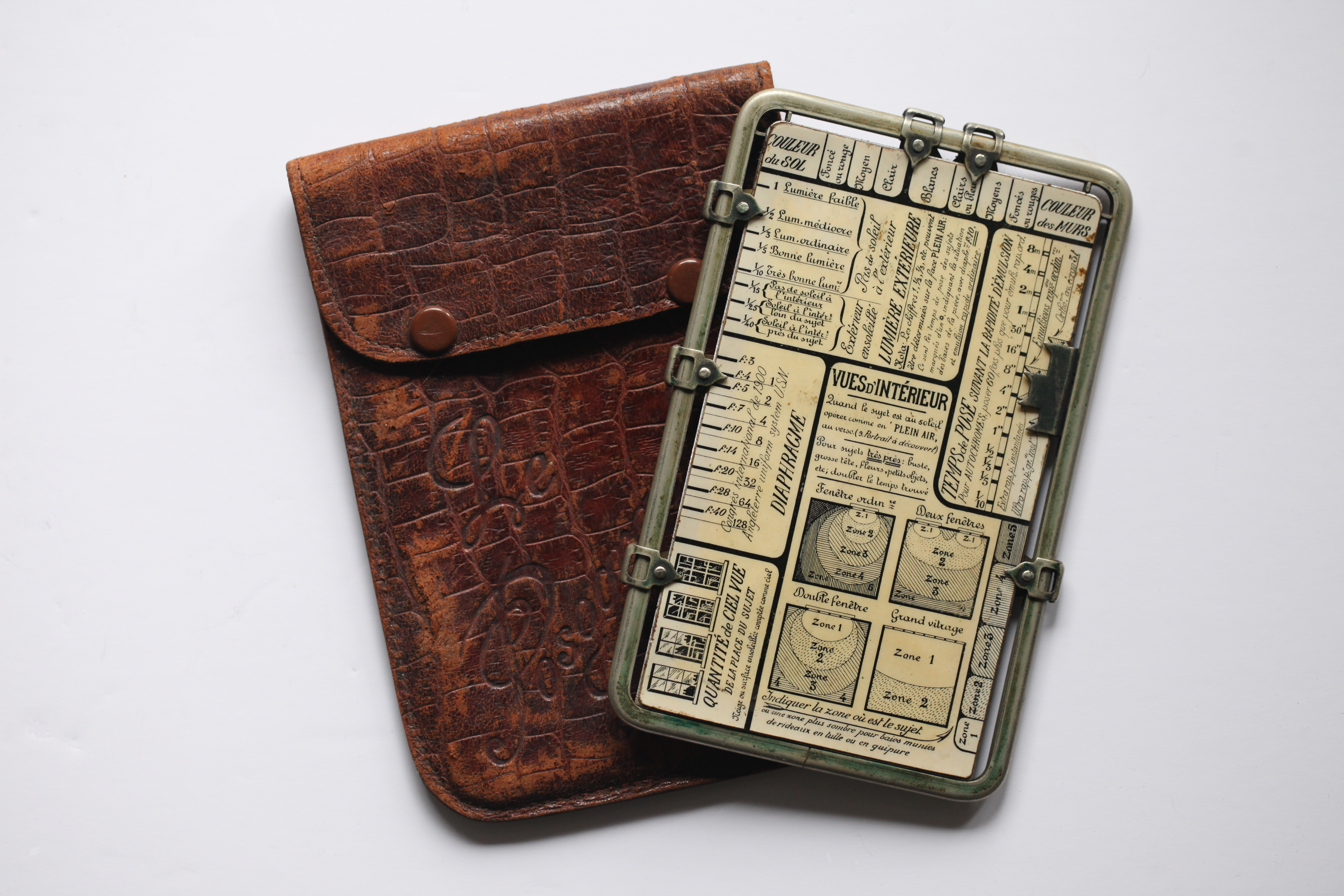
로베르트 카우프만의 1922년 포조그라프 또는 노출 계산기

t/N2 비율은 단일 값으로 노출 시간과 조리개 값의 등가 조합을 나타내는 데 사용될 수 있다. 그러나 일반 사진에서 사용되는 많은 이러한 조합에 대해 이 비율은 분모가 큰 소수 값을 제공한다. 이는 표기상 불편하며 기억하기 어렵다. 이 비율을 뒤집고 밑수 2 로그를 취하면 수량 Ev를 정의할 수 있다.
{\displaystyle E_{\mathrm {v} }=\log _{2}{\frac {N^{2}}{t}}\,,}
카메라 노출이 2의 거듭제곱 단계로 변경될 때 선형 순서로 진행되는 값을 얻는다. 예를 들어, 1초와 f/1로 시작하여 노출을 줄이면
간단한 순서가 나온다.
0, 1, 2, 3, ..., 14, 15, ...
마지막 두 값은 ISO 100 속도 이미징 매체를 야외 사진에 사용할 때 자주 적용된다.
이 시스템은 EV로 보정된 노출계(또는 테이블)를 사용하여 카메라 설정을 EV로 설정할 수 있는 카메라, 특히 셔터와 조리개가 연동된 카메라를 사용할 때 가장 큰 이점을 제공한다. 적절한 노출은 카메라에서 쉽게 설정할 수 있으며, 등가 설정 중에서 선택하는 것은 하나의 제어 장치를 조정함으로써 이루어진다.
현재 카메라는 EV를 직접 설정할 수 없으며, 자동 노출 제어 기능이 있는 카메라는 일반적으로 EV의 필요성을 제거한다. 그럼에도 불구하고 EV는 노출계에서 권장 노출 설정(권장 노출 표)을 노출 계산기(또는 카메라 설정 표)로 전송할 때 유용할 수 있다.

## 카메라 설정의 지표로서 EV

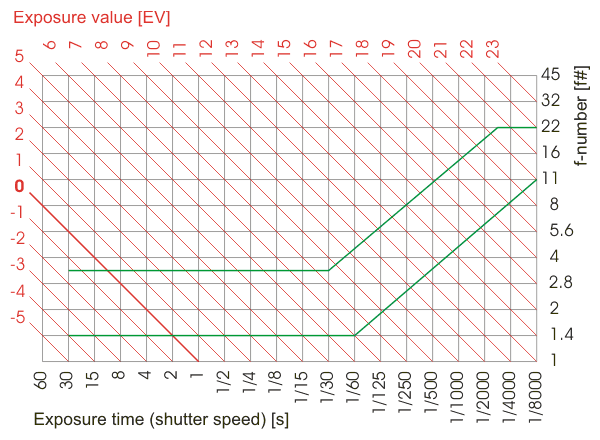
인기 있는 노출 차트 유형으로, 조리개와 셔터 속도 값의 조합으로 노출 값 EV(빨간색 선)를 표시한다. 녹색 선은 샘플 프로그램 라인으로, 프로그램 모드(P)로 설정했을 때 디지털 카메라가 주어진 노출 값(빛의 밝기)에 대해 셔터 속도와 조리개를 모두 자동으로 선택한다. (캐논, 날짜 없음)

카메라 설정의 지표로 사용되는 EV는 셔터 속도와 조리개 설정의 실제 조합에 해당한다. 실제 EV가 조명 수준과 ISO 속도에 의해 권장되는 EV와 일치할 때 이러한 설정은 "올바른" 노출을 제공해야 한다.
| EV | 조리개 값 | 조리개 값 | 조리개 값 | 조리개 값 | 조리개 값 | 조리개 값 | 조리개 값 | 조리개 값 | 조리개 값  | 조리개 값  | 조리개 값 | 조리개 값 | 조리개 값 |
| EV | 1.0       | 1.4       | 2.0       | 2.8       | 4.0       | 5.6       | 8.0       | 11        | 16         | 22         | 32        | 45        | 64        |
| -- | --------- | --------- | --------- | --------- | --------- | --------- | --------- | --------- | ---------- | ---------- | --------- | --------- | --------- |
| −6 | 60        | 2 m       | 4 m       | 8 m       | 16 m      | 32 m      | 64 m      | 128 m     | 256 m      | 512 m      | 1024 m    | 2048 m    | 4096 m    |
| −5 | 30        | 60        | 2 m       | 4 m       | 8 m       | 16 m      | 32 m      | 64 m      | 128 m      | 256 m      | 512 m     | 1024 m    | 2048 m    |
| −4 | 15        | 30        | 60        | 2 m       | 4 m       | 8 m       | 16 m      | 32 m      | 64 m       | 128 m      | 256 m     | 512 m     | 1024 m    |
| −3 | 8         | 15        | 30        | 60        | 2 m       | 4 m       | 8 m       | 16 m      | 32 m       | 64 m       | 128 m     | 256 m     | 512 m     |
| −2 | 4         | 8         | 15        | 30        | 60        | 2 m       | 4 m       | 8 m       | 16 m       | 32 m       | 64 m      | 128 m     | 256 m     |
| −1 | 2         | 4         | 8         | 15        | 30        | 60        | 2 m       | 4 m       | 8 m        | 16 m       | 32 m      | 64 m      | 128 m     |
| 0  | 1         | 2         | 4         | 8         | 15        | 30        | 60        | 2 m       | 4 m        | 8 m        | 16 m      | 32 m      | 64 m      |
| 1  | 1/2       | 1         | 2         | 4         | 8         | 15        | 30        | 60        | 2 m        | 4 m        | 8 m       | 16 m      | 32 m      |
| 2  | 1/4       | 1/2       | 1         | 2         | 4         | 8         | 15        | 30        | 60         | 2 m        | 4 m       | 8 m       | 16 m      |
| 3  | 1/8       | 1/4       | 1/2       | 1         | 2         | 4         | 8         | 15        | 30         | 60         | 2 m       | 4 m       | 8 m       |
| 4  | 1/15      | 1/8       | 1/4       | 1/2       | 1         | 2         | 4         | 8         | 15         | 30         | 60        | 2 m       | 4 m       |
| 5  | 1/30      | 1/15      | 1/8       | 1/4       | 1/2       | 1         | 2         | 4         | 8          | 15         | 30        | 60        | 2 m       |
| 6  | 1/60      | 1/30      | 1/15      | 1/8       | 1/4       | 1/2       | 1         | 2         | 4          | 8          | 15        | 30        | 60        |
| 7  | 1/125     | 1/60      | 1/30      | 1/15      | 1/8       | 1/4       | 1/2       | 1         | 2          | 4          | 8         | 15        | 30        |
| 8  | 1/250     | 1/125     | 1/60      | 1/30      | 1/15      | 1/8       | 1/4       | 1/2       | 1          | 2          | 4         | 8         | 15        |
| 9  | 1/500     | 1/250     | 1/125     | 1/60      | 1/30      | 1/15      | 1/8       | 1/4       | 1/2        | 1          | 2         | 4         | 8         |
| 10 | 1/1000    | 1/500     | 1/250     | 1/125     | 1/60      | 1/30      | 1/15      | 1/8       | 1/4        | 1/2        | 1         | 2         | 4         |
| 11 | 1/2000    | 1/1000    | 1/500     | 1/250     | 1/125     | 1/60      | 1/30      | 1/15      | 1/8        | 1/4        | 1/2       | 1         | 2         |
| 12 | 1/4000    | 1/2000    | 1/1000    | 500분의 1 | 1/250     | 1/125     | 1/60      | 1/30      | 1/15       | 1/8        | 1/4       | 1/2       | 1         |
| 13 | 1/8000    | 1/4000    | 1/2000    | 1/1000    | 1/500     | 1/250     | 1/125     | 1/60      | 1/30       | 1/15       | 1/8       | 1/4       | 1/2       |
| 14 | 1/16000   | 1/8000    | 1/4000    | 1/2000    | 1/1000    | 1/500     | 1/250     | 1/125     | 1/60       | 1/30       | 1/15      | 1/8       | 1/4       |
| 15 | 1/32000   | 1/16000   | 1/8000    | 1/4000    | 1/2000    | 1/1000    | 1/500     | 1/250     | 1/125      | 1/60       | 1/30      | 1/15      | 1/8       |
| 16 |           | 1/32000   | 1/16000   | 1/8000    | 1/4000    | 1/2000    | 1/1000    | 1/500     | 1/250      | 1/125      | 1/60      | 1/30      | 1/15      |
| 17 |           |           | 1/32000   | 1/16000   | 1/8000    | 1/4000    | 1/2000    | 1/1000    | 1/500      | 1/250      | 1/125     | 1/60      | 1/30      |
| 18 |           |           |           | 1/32000   | 1/16000   | 1/8000    | 1/4000    | 1/2000    | 1/1000     | 1/500      | 1/250     | 1/125     | 1/60      |
| 19 |           |           |           |           | 1/32000   | 1/16000   | 1/8000    | 1/4000    | 2000분의 1 | 1000분의 1 | 500분의 1 | 250분의 1 | 125분의 1 |
| 20 |           |           |           |           |           | 1/32000   | 1/16000   | 1/8000    | 1/4000     | 1/2000     | 1/1000    | 1/500     | 1/250     |
| 21 |           |           |           |           |           |           | 1/32000   | 1/16000   | 1/8000     | 1/4000     | 1/2000    | 1/1000    | 1/500     |
| EV | 1.0       | 1.4       | 2.0       | 2.8       | 4.0       | 5.6       | 8.0       | 11        | 16         | 22         | 32        | 45        | 64        |
| EV | 조리개 값 |           |           |           |           |           |           |           |            |            |           |           |           |

## EV와 조명 조건의 관계
"올바른" 노출은 주어진 조명 조건과 ISO 속도에 "권장되는" 조리개 값과 노출 시간이 일치할 때 얻어진다. 그 관계는 ISO 2720:1974에서 규정된 노출 방정식에 의해 주어진다.
{\displaystyle {\frac {N^{2}}{t}}={\frac {LS}{K}}\,,}
여기서
- N는 상대 조리개 (조리개 값)이다.
- t는 초 단위의 노출 시간(셔터 속도)이다[2]
- L는 평균 장면 휘도
- S는 ISO 산술 속도
- K는 반사광 측광 보정 상수

노출 방정식의 오른쪽에 적용된 노출 값은
{\displaystyle \mathrm {EV} =\log _{2}{\frac {LS}{K}}\,.}
K = 12.5 (단위: cd s/m2 ISO)의 일반적인 값이 사용되면 ISO = 100에 대한 노출 값 0 (예: f/1의 조리개와 1초의 셔터 시간)은 0.125 cd/m2 (0.01 cd/ft2)의 휘도에 해당한다. EV = 15 (4096 cd/m2 (380 cd/ft2))의 휘도인 "서니 16 법칙" 양의 빛에서 휘도는 4096 cd/m2 (380 cd/ft2)이다.
카메라 설정은 입사광 측정값에서도 결정할 수 있다. 이에 대한 노출 방정식은 다음과 같다.
{\displaystyle {\frac {N^{2}}{t}}={\frac {ES}{C}}\,,}
여기서
- E는 럭스 또는 루멘/m² 단위의 조도
- C는 입사광 측광 보정 상수

노출 값 측면에서 오른쪽은 다음과 같다.
{\displaystyle \mathrm {EV} =\log _{2}{\frac {ES}{C}}\,.}
노출 방정식의 왼쪽 측면에 적용될 때 EV는 카메라 설정의 실제 조합을 나타낸다. 오른쪽 측면에 적용될 때 EV는 명목상 "올바른" 노출을 제공하는 데 필요한 카메라 설정의 조합을 나타낸다. EV와 휘도 또는 조도의 형식적인 관계에는 한계가 있다. 일반적으로 주간 야외 장면에는 잘 작동하지만, 야간 도심 스카이라인과 같이 매우 이례적인 휘도 분포를 가진 장면에는 덜 적용된다. 이러한 상황에서는 사진의 주관적인 평가를 통해 결정된 EV가 휘도 또는 조도에 대한 형식적인 고려보다 종종 최상의 사진을 얻는 데 더 적합하다.
주어진 휘도와 필름 속도에 대해 더 큰 EV는 더 적은 노출을 초래하고, 고정 노출(즉, 고정된 카메라 설정)의 경우
더 큰 EV는 더 큰 휘도 또는 조도에 해당한다.
조도는 평면 센서를 사용하여 측정한다. C = 250 (단위: lux s ISO=lm s/m2 ISO)의 일반적인 값이 사용된다면, ISO = 100에 대한 EV 0 (예: f/1의 조리개와 1초의 셔터 시간)은 2.5 lux (0.23 fc)의 조도에 해당한다. EV = 15 (햇볕 16 법칙)에서 조도는 82,000 lux (7600 fc)이다. 일반 사진 촬영에서는 입사광 측정값이 일반적으로 반구형 센서로 측정된다. 이 측정값은 조도와 의미 있게 관련될 수 없다.
일반 사진 촬영에서는 입사광 측정값이 일반적으로 반구형 센서로 측정된다. 이 측정값은 조도와 의미 있게 관련될 수 없다.
노출계 보정은 노출계 문서에 자세히 설명되어 있다.

## 표로 정리된 노출 값
노출계가 항상 사용 가능한 것은 아니며, 비정상적인 조명 분포를 가진 일부 장면에서 노출을 결정하기 위해 노출계를 사용하는 것이 어려울 수 있다. 그러나 자연광과 인공 조명이 있는 많은 장면은 예측 가능하므로 종종 표에 정리된 값에서 합리적인 정확도로 노출을 결정할 수 있다.
| 조명 조건                                                      | EV100     |
| 주간                                                           | 주간      |
| -------------------------------------------------------------- | --------- |
| 완전하거나 약간 흐린 햇빛의 밝은 모래 또는 눈 (뚜렷한 그림자)a | 16        |
| 완전하거나 약간 흐린 햇빛의 일반적인 장면 (뚜렷한 그림자)a, b  | 15        |
| 흐린 햇빛의 일반적인 장면 (부드러운 그림자)                    | 14        |
| 일반적인 장면, 구름 많고 밝음 (그림자 없음)                    | 13        |
| 일반적인 장면, 매우 흐림                                       | 12        |
| 햇빛이 비치는 개방된 그늘진 영역                               | 12        |
| 야외, 자연광                                                   |           |
| 무지개                                                         |           |
| 맑은 하늘 배경                                                 | 15        |
| 흐린 하늘 배경                                                 | 14        |
| 일몰과 스카이라인                                              |           |
| 일몰 직전                                                      | 12–14     |
| 일몰 시                                                        | 12        |
| 일몰 직후                                                      | 9–11      |
| 달,c 고도 > 40°                                                |           |
| 만월                                                           | 15        |
| 상현 또는 하현                                                 | 14        |
| 반달                                                           | 13        |
| 초승달 또는 그믐달                                             | 12        |
| 혈월                                                           | 0 to 3    |
| 달빛, 달 고도 > 40°                                            |           |
| 만월                                                           | −3 to −2  |
| 상현 또는 하현                                                 | −4        |
| 반달                                                           | −6        |
| 오로라 보레알리스와 오스트랄리스                               |           |
| 밝음                                                           | −4 to −3  |
| 중간                                                           | −6 to −5  |
| 은하수 중심부                                                  | −11 to −9 |
| 야외, 인공 조명                                                |           |
| 네온 및 기타 밝은 간판                                         | 9–10      |
| 야간 스포츠                                                    | 9         |
| 화재 및 불타는 건물                                            | 9         |
| 밝은 거리 장면                                                 | 8         |
| 야간 거리 장면 및 쇼윈도 디스플레이                            | 7–8       |
| 야간 차량 통행                                                 | 5         |
| 박람회 및 놀이공원                                             | 7         |
| 크리스마스 트리 조명                                           | 4–5       |
| 투광 조명 건물, 기념물, 분수                                   | 3–5       |
| 조명 건물 원경                                                 | 2         |
| 실내, 인공 조명                                                |           |
| 갤러리                                                         | 8–11      |
| 스포츠 경기, 무대 공연 등                                      | 8–9       |
| 서커스, 투광 조명                                              | 8         |
| 아이스 쇼, 투광 조명                                           | 9         |
| 사무실 및 작업 공간                                            | 7–8       |
| 가정 실내                                                      | 5–7       |
| 크리스마스 트리 조명                                           | 4–5       |

1. 직사광선에 대한 값은 일출 후 약 2시간부터 일몰 전 2시간까지 적용되며, 전면 조명을 가정한다. 대략적인 일반 규칙으로, 측면 조명은 EV를 1 감소시키고, 역광은 EV를 2 감소시킨다.
2. 이것은 서니 16 법칙에서 제공하는 값과 거의 같다.
3. 이 값은 망원 렌즈나 망원경으로 밤에 찍은 달 사진에 적합하며, 달을 중간 톤으로 표현한다. 일반적으로 달을 포함하는 풍경 사진에는 적합하지 않다. 풍경 사진에서 달은 일반적으로 지평선 근처에 있으며, 이곳에서 달의 휘도는 고도에 따라 크게 달라진다. 또한, 풍경 사진은 일반적으로 달뿐만 아니라 하늘과 전경도 고려해야 한다. 따라서 이러한 상황에 대해 단일한 올바른 노출 값을 제공하는 것은 거의 불가능하다.

표 2의 노출 값은 합리적인 일반 지침이지만 주의해서 사용해야 한다. 단순화를 위해 가장 가까운 정수로 반올림되었으며, 파생된 ANSI 노출 가이드에 설명된 수많은 고려 사항은 생략되었다. 또한 색상 변화 또는 상반 법칙 역행은 고려되지 않았다. 표에 정리된 노출 값의 올바른 사용법은 ANSI 노출 가이드 ANSI PH2.7-1986에 자세히 설명되어 있다.
표 2의 노출 값은 ISO 100 속도("EV100") 기준이다. 다른 ISO 속도 {\displaystyle S}에 대해서는 해당 속도가 ISO 100보다 큰 노출 단계 수만큼 노출 값(노출 감소)을 증가시킨다. 즉, 형식적으로는
{\displaystyle \mathrm {EV} _{S}=\mathrm {EV} _{100}+\log _{2}{\frac {S}{100}}\,.}
예를 들어, ISO 400 속도는 ISO 100보다 두 단계 더 크다.
{\displaystyle \mathrm {EV} _{400}=\mathrm {EV} _{100}+\log _{2}{\frac {400}{100}}=\mathrm {EV} _{100}+2\,.}
ISO 400 속도 이미징 매체를 사용하여 야외 야간 스포츠를 촬영하려면 표 2에서 "야간 스포츠"(ISO 100에서 EV 9)를 찾고 2를 더하여 EV400 = 11을 얻는다.
ISO 속도가 낮으면 속도가 ISO 100보다 작은 노출 단계 수만큼 노출 값을 감소시킨다(노출 증가). 예를 들어, ISO 50 속도는 ISO 100보다 한 단계 낮다.
{\displaystyle \mathrm {EV} _{50}=\mathrm {EV} _{100}+\log _{2}{\frac {50}{100}}=\mathrm {EV} _{100}-1\,.}
ISO 50 속도 이미징 매체를 사용하여 흐린 하늘을 배경으로 무지개를 촬영하려면 표 2에서 "무지개-흐린 하늘 배경"(EV 14)을 찾고 1을 빼서 EV50 = 13을 얻는다.
ISO 속도 보정 방정식은 EV100에 대해서도 풀 수 있다.
{\displaystyle \mathrm {EV} _{100}=\mathrm {EV} _{S}-\log _{2}{\frac {S}{100}}\,.}
예를 들어, ISO 400 필름을 사용하고 카메라를 EV 11로 설정하면 야간 스포츠를 EV100 = 9의 조명 수준에서 촬영할 수 있다. 이는 위에서 반대 방향으로 계산한 예와 일치한다. 이 계산을 구현한 온라인 계산기는 dpreview.com에서 이용 가능했다.

## 카메라에서 EV 설정

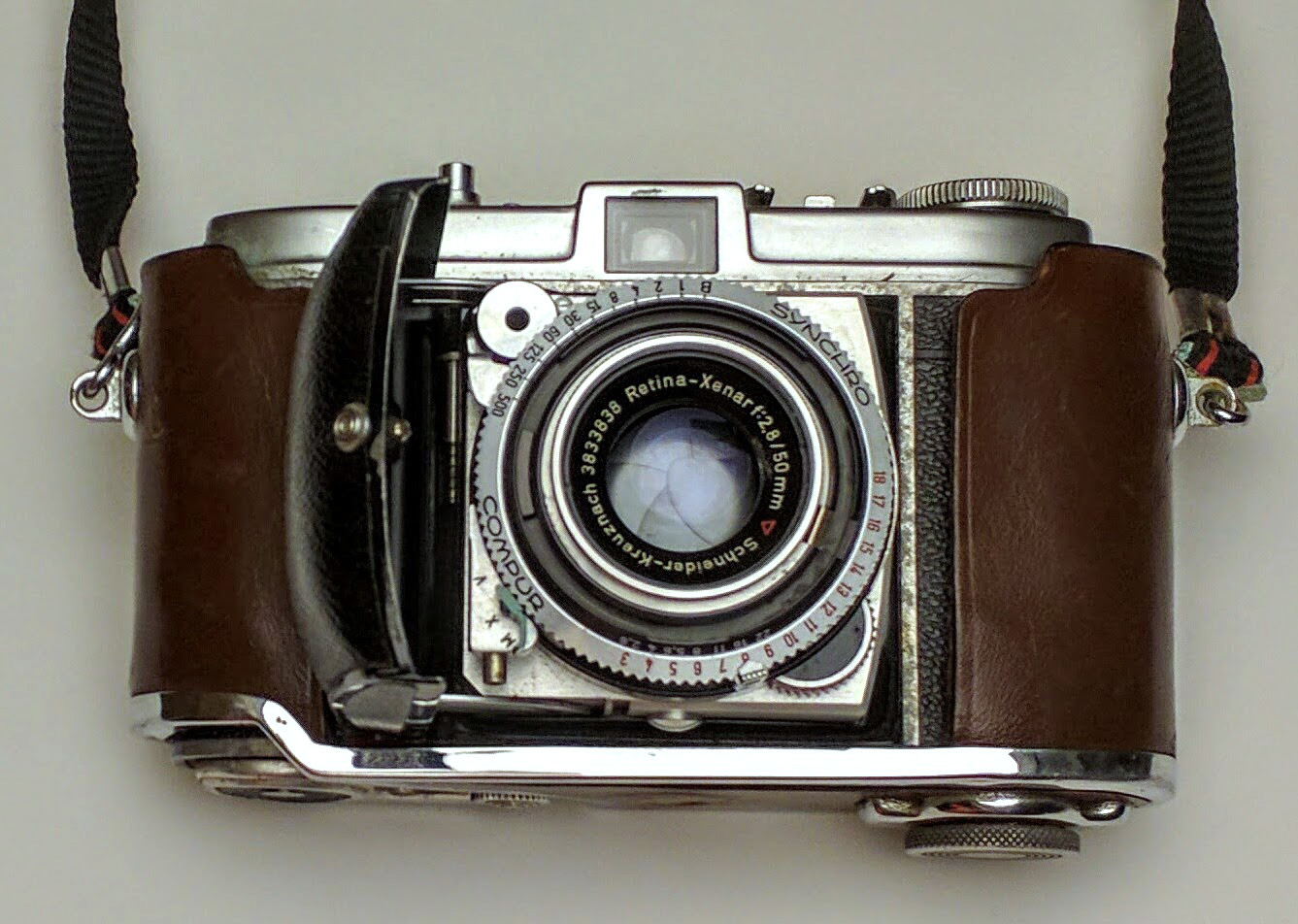
1954년경 코닥 레티나 Ib 35mm 카메라 전면 디테일, 조리개와 셔터 속도 설정을 연결하는 EV 설정 링을 보여준다.

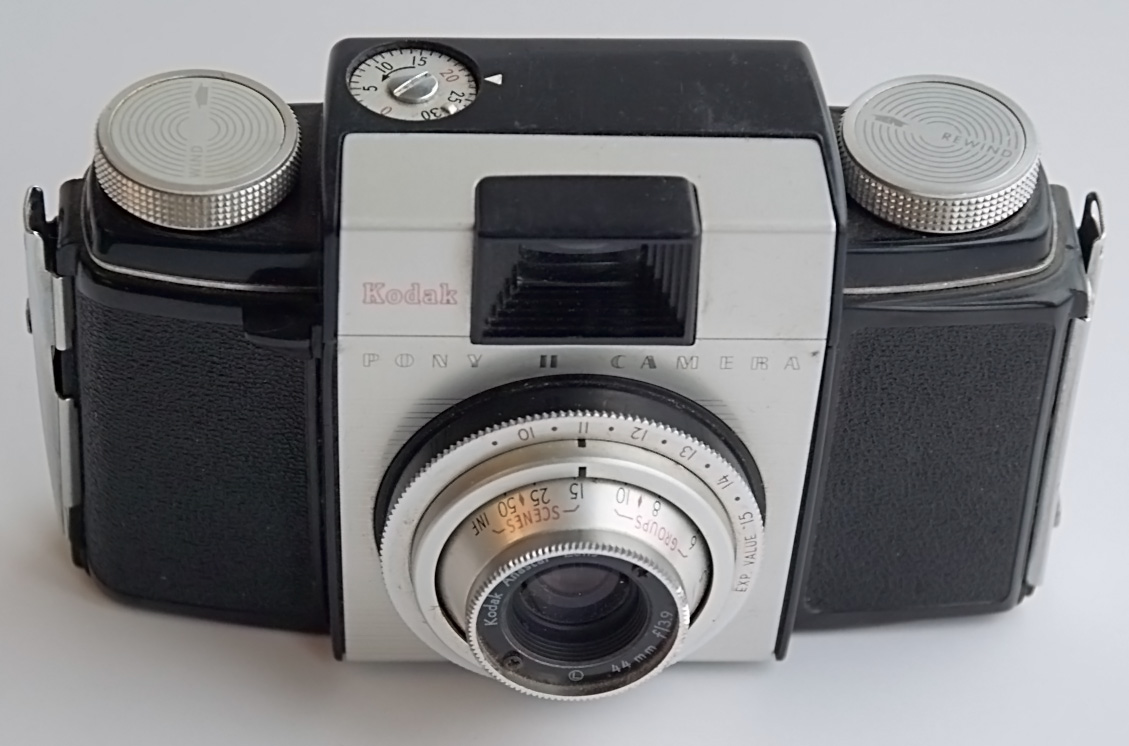
1957년-1962년 모델인 코닥 포니 II 카메라. 노출값 설정 링이 있다. 이 카메라는 고정된 셔터 속도를 가지고 있어 "EXP VALUE" 링은 단순히 조리개를 설정한다.

대부분의 카메라에서는 EV를 카메라 설정으로 직접 전송하는 방법이 없다. 그러나 일부 보이그랜더 및 브라운 모델 또는 사진의 코닥 포니 II와 같은 일부 카메라는 노출 값의 직접 설정을 허용했다.

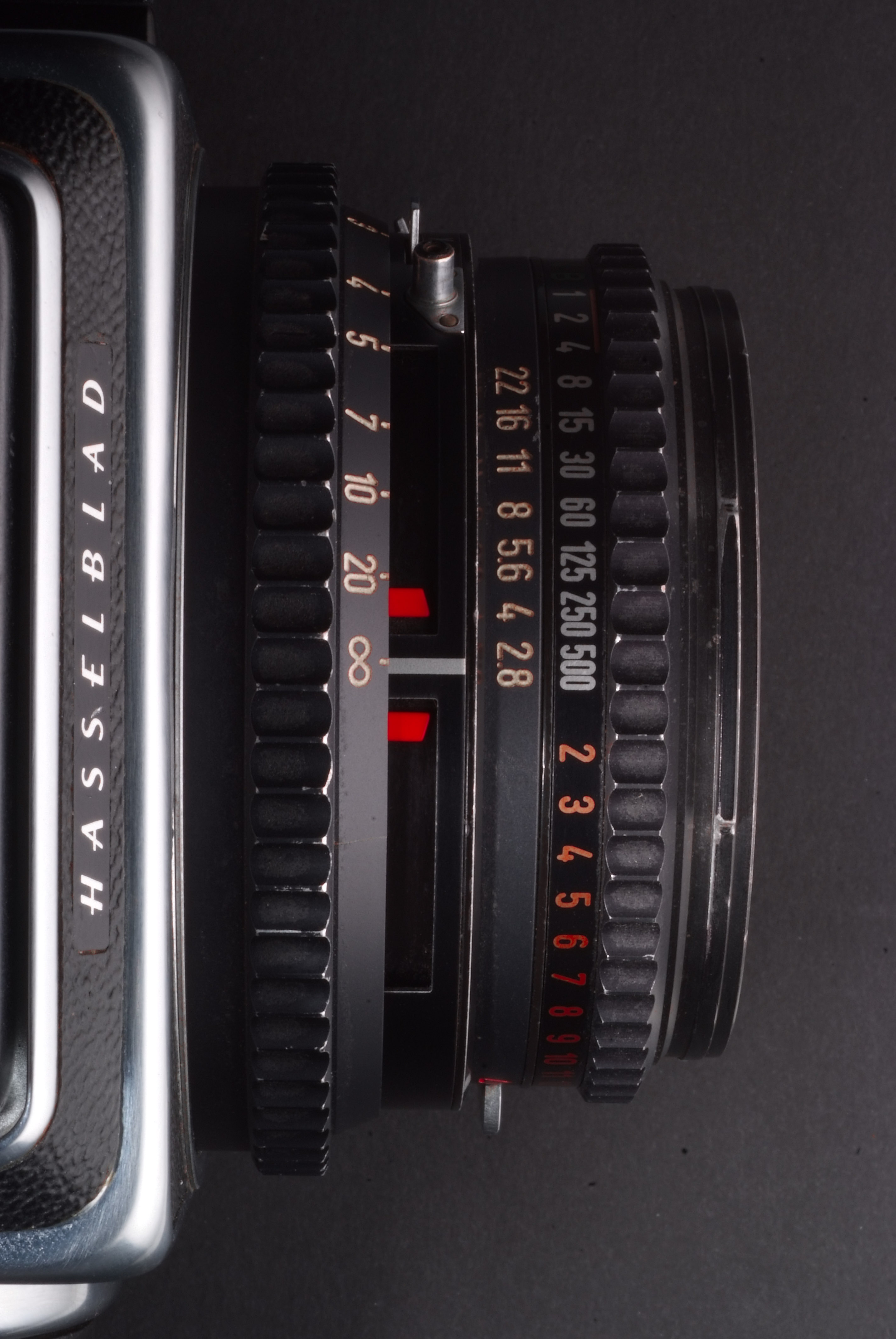
EV 12로 설정된 핫셀블라드 플라나 80mm

롤라이(롤라이플렉스, 롤라이코드 모델) 및 핫셀블라드의 일부 중형 카메라는 렌즈에 EV를 설정할 수 있도록 했다. 설정된 EV는 잠금하여 셔터와 조리개 설정을 연결할 수 있었으므로, 셔터 속도나 조리개를 조정하면 다른 하나가 해당 조정을 수행하여 일정한 노출을 유지할 수 있었다(Ray 2000, 318). 일부 렌즈에서는 잠금이 선택 사항이었으므로 사진가는 상황에 따라 선호하는 작업 방식을 선택할 수 있었다. 일부 측정기 및 카메라에서 EV 사용법은 아담스 (1981, 39)가 간략하게 설명하고 있다. 그는 경우에 따라 측정기에서 제공하는 EV 표시가 필름 속도에 따라 조정되어야 할 수도 있다고 언급한다.

## EV로 노출 보정
많은 최신 카메라에서 노출 보정이 가능하며, 보통 EV 단위로 표기한다(Ray 2000, 316). 이 맥락에서 EV는 표시된 노출과 설정된 노출의 '차이'를 의미한다. 예를 들어, +1 EV(또는 +1 스텝)의 노출 보정은 더 긴 노출 시간을 사용하거나 더 작은 조리개 값을 사용하여 노출을 증가시키는 것을 의미한다.
노출 보정의 의미는 EV 스케일 자체의 의미와 반대이다. 노출의 '증가'는 EV의 '감소'에 해당하므로 +1 EV의 노출 보정은 더 작은 EV를 초래한다. 반대로, -1 EV의 노출 보정은 더 큰 EV를 초래한다. 예를 들어, 정상보다 밝은 피사체의 측정값에서 EV 16이 표시되고 피사체를 적절하게 표현하기 위해 +1 EV의 노출 보정이 적용되면 최종 카메라 설정은 EV 15에 해당한다.

## 노출계 EV 표시
일부 노출계(예: 펜탁스 스팟 측광기)는 ISO 100에서 직접 EV로 표시한다. 다른 측정기, 특히 디지털 모델은 선택한 ISO 속도에 대한 EV를 표시할 수 있다. 대부분의 경우 이 차이는 관련이 없다. 펜탁스 측정기의 경우 카메라 설정은 일반적으로 노출 계산기를 사용하여 결정되며, 대부분의 디지털 측정기는 셔터 속도와 조리개 값을 직접 표시한다.
최근 들어, 많은 웹사이트의 글에서 ISO 100에서의 EV를 나타내기 위해 광 값(LV)을 사용하고 있다. 그러나 이 용어는 표준 기관에서 유래한 것이 아니며, 여러 가지 상충되는 정의를 가지고 있다.

## EV와 APEX
1960년 ASA 표준인 ASA PH2.5-1960에서 제안된 사진 노출의 가산 시스템(APEX)은 노출 방정식의 모든 수량에 밑수 2 로그를 취하여 노출 방정식의 적용을 단순한 덧셈과 뺄셈으로 축소함으로써 노출값의 개념을 확장했다. 노출 값 측면에서 노출 방정식의 왼쪽은 다음과 같다.
{\displaystyle E_{v}=A_{v}+T_{v}\,,}
여기서 Av (조리개 값) 및 Tv (시간 값)는 다음과 같이 정의된다.
{\displaystyle A_{v}=\log _{2}A^{2}}
및
{\displaystyle T_{v}=\log _{2}(1/T)\,,}
다음과 함께
- A는 상대 조리개(조리개 값)
- T는 초 단위 노출 시간(셔터 속도)[2]

Av 및 Tv는 각각 f/1 및 1초에서의 스탑 수를 나타낸다.
APEX를 사용하려면 조리개 및 셔터 제어 장치에 로그 표기가 필요했지만, 이러한 표기는 소비자용 카메라에 통합되지 않았다. APEX가 제안된 직후 대부분의 카메라에 내장 노출계가 포함되면서 노출 방정식 사용의 필요성이 사라졌고, APEX는 실제 거의 사용되지 않았다.
최종 사용자에게는 거의 관심이 없지만, APEX는 Exif 표준에서 부분적으로 부활하여 APEX 값을 사용하여 노출 데이터를 저장하도록 요구하고 있다. 자세한 내용은 Exif에서 APEX 값 사용을 참조하십시오.

## 휘도 및 조도 측정으로서의 EV
주어진 ISO 속도와 측광 보정 상수에 대해 노출 값과 휘도(또는 조도) 사이에는 직접적인 관계가 있다. 엄밀히 말하면 EV는 휘도 또는 조도의 측정값이 아니다. 오히려 EV는 주어진 ISO 속도를 가진 카메라가 명목상 올바른 노출을 얻기 위해 표시된 EV를 사용하는 휘도(또는 조도)에 해당한다. 그럼에도 불구하고 사진 장비 제조업체들 사이에서는 측광 범위(Ray 2000, 318) 또는 자동 초점 감도를 지정할 때처럼 ISO 100 속도에 대한 휘도를 EV로 표현하는 것이 일반적인 관행이다. 그리고 이 관행은 오래전부터 확립되어 있다. (Ray 2002, 592)는 Ulffers (1968)를 초기 사례로 인용한다. 엄밀히 말하면 측광 보정 상수와 ISO 속도를 명시해야 하지만, 이는 거의 이루어지지 않는다.
반사광 보정 상수 K의 값은 제조업체마다 약간씩 다르다. 일반적인 선택은 12.5(캐논, 니콘, 마미야)이다. K = 12.5를 사용하면 ISO 100에서 EV와 휘도 L 사이의 관계는 다음과 같다.
{\displaystyle L=2^{\mathrm {EV} -3}\,.}
이 관계를 기반으로 하는 다양한 EV 값에서의 휘도 값은 표 3에 나와 있다. 이 관계를 사용하면 EV로 표시되는 반사광 노출계를 사용하여 휘도를 결정할 수 있다.
| EV100 | 휘도  | 휘도   | 조도    | 조도   |
| EV100 | cd/m2 | fL     | lx      | fc     |
| ----- | ----- | ------ | ------- | ------ |
| −4    | 0.008 | 0.0023 | 0.156   | 0.015  |
| −3    | 0.016 | 0.0046 | 0.313   | 0.029  |
| −2    | 0.031 | 0.0091 | 0.625   | 0.058  |
| −1    | 0.063 | 0.018  | 1.25    | 0.116  |
| 0     | 0.125 | 0.036  | 2.5     | 0.232  |
| 1     | 0.25  | 0.073  | 5       | 0.465  |
| 2     | 0.5   | 0.146  | 10      | 0.929  |
| 3     | 1     | 0.292  | 20      | 1.86   |
| 4     | 2     | 0.584  | 40      | 3.72   |
| 5     | 4     | 1.17   | 80      | 7.43   |
| 6     | 8     | 2.33   | 160     | 14.9   |
| 7     | 16    | 4.67   | 320     | 29.7   |
| 8     | 32    | 9.34   | 640     | 59.5   |
| 9     | 64    | 18.7   | 1280    | 119    |
| 10    | 128   | 37.4   | 2560    | 238    |
| 11    | 256   | 74.7   | 5120    | 476    |
| 12    | 512   | 149    | 10,240  | 951    |
| 13    | 1024  | 299    | 20,480  | 1903   |
| 14    | 2048  | 598    | 40,960  | 3805   |
| 15    | 4096  | 1195   | 81,920  | 7611   |
| 16    | 8192  | 2391   | 163,840 | 15,221 |

휘도와 마찬가지로 사진 장비 제조업체들 사이에서는 측광 범위를 지정할 때 ISO 100 속도에 대한 조도를 EV로 표현하는 것이 일반적인 관행이다.
입사광 노출계의 상황은 반사광 노출계보다 더 복잡하다. 왜냐하면 보정 상수 C는 센서 유형에 따라 달라지기 때문이다. 평면(코사인 반응) 및 반구형(심장형 반응)의 두 가지 센서 유형이 일반적이다. 조도는 평면 센서로 측정한다. C의 일반적인 값은 럭스 단위의 조도에서 250이다. C = 250을 사용하면 ISO 100에서 EV와 조도 E 사이의 관계는 다음과 같다.
{\displaystyle E=2.5\times 2^{\mathrm {EV} }\,.}
이 관계를 기반으로 하는 다양한 EV 값에서의 조도 값은 오른쪽 표에 나와 있다. 이 관계를 사용하면 EV로 표시되는 입사광 노출계를 사용하여 조도를 결정할 수 있다.
조도 측정은 평평한 피사체에 대한 적절한 노출을 나타낼 수 있지만, 많은 요소가 평평하지 않고 카메라에 대해 다양한 방향으로 있는 일반적인 장면에는 덜 유용하다. 실제 사진 노출을 결정하는 데 반구형 센서가 더 효과적이라는 것이 입증되었다. 반구형 센서를 사용하면 럭스 단위의 조도에서 C의 일반적인 값은 320(미놀타)에서 340(세코닉) 사이이다. 조도를 느슨하게 해석한다면 반구형 센서로 측정된 값은 "장면 조도"를 나타낸다.
노출계 보정은 노출계 문서에 자세히 설명되어 있다.

## 같이 보기
- APEX 시스템
- 노출 보정
- 노출계 보정
- 하이다이내믹레인지 이미징

## 참고문헌
- Adams, Ansel. 1981. The Negative. Boston: New York Graphic Society. ISBN 0-8212-1131-5
- ANSI PH2.7-1973. American National Standard Photographic Exposure Guide. New York: American National Standards Institute. Superseded by ANSI PH2.7-1986
- ANSI PH2.7-1986. American National Standard for Photography — Photographic Exposure Guide. New York: American National Standards Institute.
- ASA PH2.5-1960. American Standard Method for Determining Speed of photographic Negative Materials (Monochrome, Continuous Tone). New York: United States of America Standards Institute.
- ASA PH2.15-1964 (R1976). American Standard: Automatic Exposure Controls for Cameras. New York: United States of America Standards Institute.
- "Camera and Imaging Products Association". 2016. Exchangeable image file format for digital still cameras: Exif Version 2.31 보관됨 2019-07-12 - 웨이백 머신 (PDF).
- Canon. n.d. "Camera settings: Shooting modes" 보관됨 2013-05-27 - 웨이백 머신. Canon Professional Network. Retrieved 5 December 2016.
- CIPA. See Camera and Imaging Products Association.
- Davis, Phil. 1999. Beyond the Zone System 보관됨 2007-03-10 - 웨이백 머신, 4th ed. Boston: Focal Press. ISBN 0-240-80343-4
- Desfor, Irving. 1957. "F-Stops On Cameras Discarded; Pick Number From 4 To 18". Arizona Republic, September 1.
- Gebele, Kurt. 1958. Photographic Shutter. US Patent 2,829,574, filed 2 November 1953, and issued 8 April 1958.
- Jones, Loyd A., and H. R. Condit. 1941. "The Brightness Scale of Exterior Scenes and the Computation of Correct Photographic Exposure". Journal of the Optical Society of America 31:11, Nov. 1941, 651–678.
- Jones, Loyd A., and H. R. Condit. 1948. "Sunlight and skylight as determinants of Photographic exposure. I. Luminous density as determined by solar altitude and atmospheric conditions". Journal of the Optical Society of America 38:2, Feb. 1948, 123–178.
- Jones, Loyd A., and H. R. Condit. 1949. "Sunlight and skylight as determinants of Photographic exposure. II. Scene structure, directional index, photographic efficiency of daylight, safety factors, and evaluation of camera exposure". Journal of the Optical Society of America 39:2, Feb. 1949, 94–135.
- Ray, Sidney F. 2000. "Camera Exposure Determination". In The Manual of Photography: Photographic and Digital Imaging, 9th ed. Ed. Ralph E. Jacobson, Sidney F. Ray, Geoffrey G. Atteridge, and Norman R. Axford. Oxford: Focal Press. ISBN 0-240-51574-9
- Ray, Sidney F. 2002. Applied Photographic Optics. 3rd ed. Oxford: Focal Press. ISBN 0-240-51540-4
- Ulffers, D. 1968. "Sensitivity Specifications of Exposure Meters". British Journal of Photography 115, 47.

## 더 읽을거리
- Eastman Kodak Company. Existing-Light Photography, 3rd ed. Rochester, NY: Silver Pixel Press, 1996. ISBN 0-87985-744-7